# Nikon Coolpix

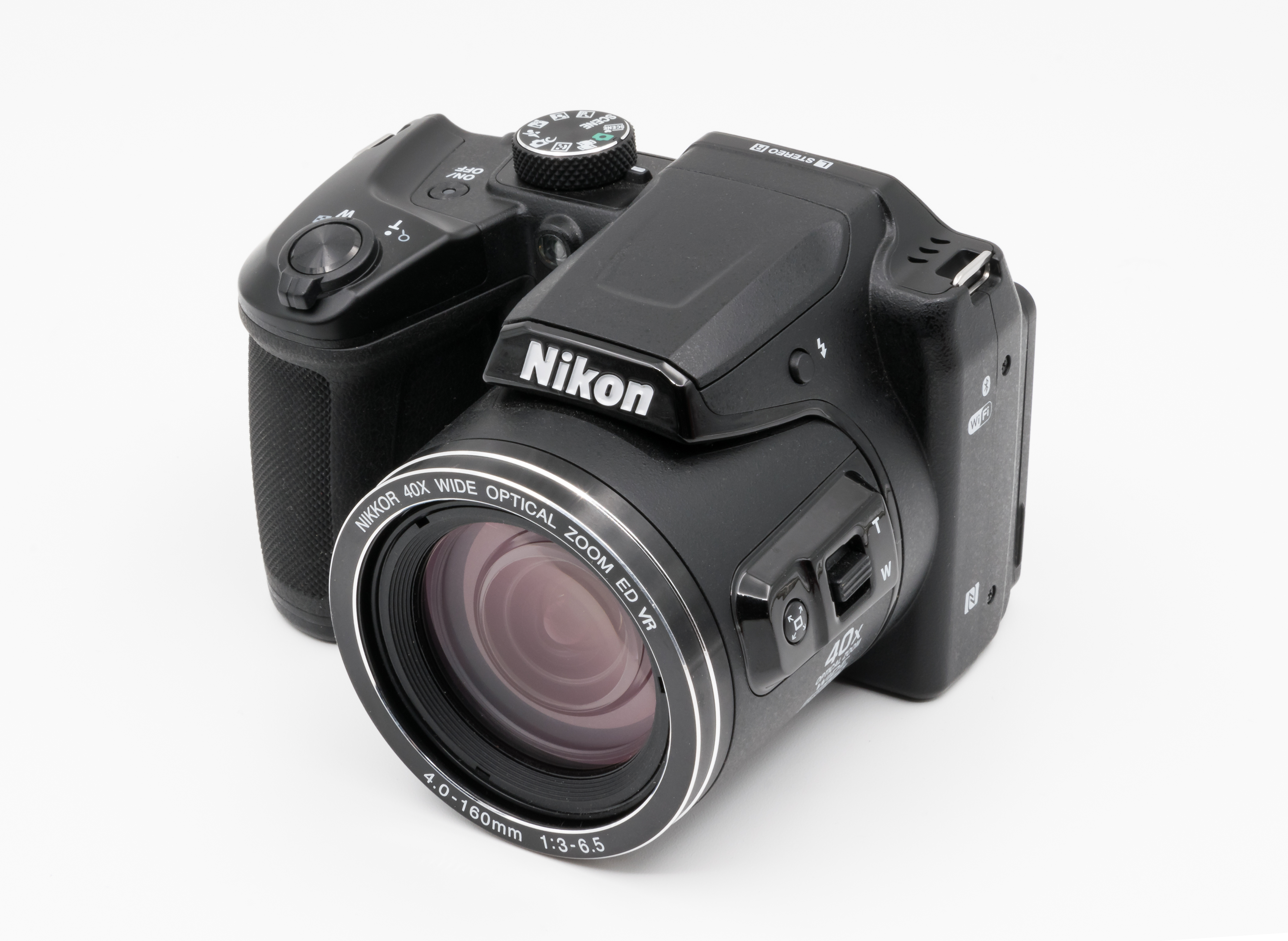
Nikon Coolpix B500

Nikon Coolpix to seria cyfrowych aparatów kompaktowych produkowanych przez Nikon Corporation. Seria ta została zapoczątkowana w roku 1997, gdy zaprezentowano modele Coolpix 100 i Coolpix 300 - oba aparaty posiadały obiektyw stałoogniskowy, matrycę o rozdzielczości 0,3 megapiksela i wbudowane złącze PCMCIA. Kształt obu korpusów daleki był od typowej stylistyki ówczesnych aparatów kompaktowych. Pierwszy aparat serii o wyglądzie aparatu kompaktowego to model Coolpix 600 z roku 1998. W tym samym roku zaprezentowano aparat Coolpix 900 - pierwszy z rodziny aparatów półprofesjonalnych, wyróżniających się wysokiej jakości obiektywem zmiennoogniskowym umieszczonym w obrotowej głowicy. W roku 2005 aparaty Coolpix zostały podzielone na serie: L - Life, S - Style i P - Performance.

## Najnowsze modele[1]

### Seria: Popularne
| Model | Data premiery | Matryca                  | Obiektyw                  | Monitor      | Wymiary (szer. x wys. x głęb.) | Waga                                   | Zdjęcie | Cechy | Przypisy |
| ----- | ------------- | ------------------------ | ------------------------- | ------------ | ------------------------------ | -------------------------------------- | ------- | --- | -------- |
| L21   | 3 lutego 2010 | 8 MP 3264×2448 1/2.5"    | 41–145mm (3.6×) f/3.1–6.7 | 2.5" 230,000 | 92×61.1×28.3                   | 169 g (z bateriami i kartą pamięci SD) |         | nagrywanie filmów z dźwiękiem, zasilanie dwoma bateriami typu AA, funkcje przeciwdziałające rozmyciu obrazu, funkcja portret inteligentny | [ 2 ]    |
| L22   | 3 lutego 2010 | 12 MP 3264×2448 1/2.3"   | 37–134mm (3.6×) f/3.1–6.7 | 3" 230,000   | 97.7×60.5×28.3                 | 183 g (z bateriami i kartą pamięci SD) |         | funkcje przeciwdziałające rozmyciu obrazu, funkcja portret inteligentny,                                                                  | [ 3 ]    |
| L110  | 3 lutego 2010 | 12.1 MP 4000×3000 1/2.3" | 28–420mm (15×) f/3.5–5.4  | 3" 460,000   | 108.9×74.3×78.1                | 406 g (z bateriami i kartą pamięci SD) |         | filmy w rozdzielczości HD (720 p) z dźwiękiem, wytrzymałe baterie, system inteligentnego portretu,                                        | [ 4 ]    |

### Seria: Wydajne
| Model | Data premiery   | Matryca                  | Obiektyw                  | Monitor    | Wymiary (szer. x wys. x głęb.) | Waga                                      | Zdjęcie | Cechy | Przypisy |
| ----- | --------------- | ------------------------ | ------------------------- | ---------- | ------------------------------ | ----------------------------------------- | ------- | --- | -------- |
| P100  | 3 lutego 2010   | 10.3 MP 3648×2736 1/2.3" | 26–678mm (26×) f/2.8–5    | 3" 460,000 | 114.4×82.7×98.6                | 481 g (z akumulatorem i kartą pamięci SD) |         | nagrywanie filmów z dźwiękiem stereo w rozdzielczości Full HD (1080p), wbudowany mikrofon stereo, funkcje przeciwdziałające rozmyciu obrazu, złącze HDMI mini, tryb HDR (wysokiego zakresu dynamicznego) | [ 5 ]    |
| P7000 | 8 września 2010 | 10.2 MP 3264×2448 1/1.7" | 28–200mm (7.1×) f/2.8–5.6 | 3" 921,000 | 114.2×77×44.8                  | 360 g (z akumulatorem i kartą pamięci SD) |         | nagrywanie filmów w jakości HD, redukcja drgań w obiektywie, mikrofon stereofoniczny, możliwość rozbudowy zestawu fotograficznego                                                                        | [ 6 ]    |

### Seria: Stylowe
| Model   | Data premiery    | Matryca                  | Obiektyw                 | Monitor      | Wymiary (szer. x wys. x głęb.) | Waga                                      | Zdjęcie | Cechy | Przypisy |
| ------- | ---------------- | ------------------------ | ------------------------ | ------------ | ------------------------------ | ----------------------------------------- | ------- | --- | -------- |
| S80     | 8 września 2010  | 14.1 MP 4320×3240 1/2.3" | 35–175mm (5×) f/3.6–4.8  | 3.5" 819,000 | 98.8×62.6×16.5                 | 133 g (z akumulatorem i kartą pamięci SD) |         | panoramiczny monitor OLED, nagrywanie filmów, funkcja nanoszenia odręcznych notatek i malowania bezpośrednio na zdjęciu w aparacie                                                | [ 7 ]    |
| S1100pj | 17 sierpnia 2010 | 14.1 MP 4320×3240 1/2.3" | 28–140mm (5×) f/3.9–5.8  | 3" 460,000   | 100×62.7×24.1                  | 180 g (z akumulatorem i kartą pamięci SD) |         | wbudowany projektor, ekran dotykowy, nagrywanie filmów | [ 8 ]    |
| S3000   | 3 lutego 2010    | 12.0 MP 4000×3000 1/2.3" | 27–108mm (4×) f/3.2–5.9  | 2.7" 230,000 | 94.3×55.9×19                   | 116 g (z akumulatorem i kartą pamięci SD) |         | monitor LCD o przekątnej 2,7 cala z wytrzymałym panelem z akrylu, chroniącym ekran przed zarysowaniami, oraz powłoką, przeciwodblaskową, szerokokątny obiektyw NIKKOR z zoomem 4x | [ 9 ]    |
| S4000   | 3 lutego 2010    | 12.0 MP 4000×3000 1/2.3" | 27–108mm (4×) f/3.2–5.9  | 3" 460,000   | 94.5×56.5×20.4                 | 131 g (z akumulatorem i kartą pamięci SD) |         | smukły korpus, funkcje odręcznych notatek i rysunków | [ 10 ]   |
| S5100   | 17 sierpnia 2010 | 12.2 MP 4000×3000 1/2.3" | 28–140mm (5×) f/2.7–6.6  | 2.7" 230,000 | 97.1×56.9×21.6                 | 132 g (z akumulatorem i kartą pamięci SD) |         | szerokokątny obiektyw NIKKOR z 5-krotnym zoomem optycznym, nagrywanie filmów o jakości HD                                                                                         | [ 11 ]   |
| S8000   | 3 lutego 2010    | 12.1 MP 4000×3000 1/2.3" | 30–300mm (10×) f/3.5–5.6 | 3" 921,000   | 103×57×27.3                    | 183 g (z akumulatorem i kartą pamięci SD) |         | szerokokątny obiektyw NIKKOR ze szkłem ED i zoomem 10x, nagrywaie filmów z dźwiękiem stereo w rozdzielczości HD                                                                   | [ 12 ]   |